# La Maxe
La Maxe település Franciaországban, Moselle megyében. Lakosainak száma 1058 fő (2022. január 1.). La Maxe Argancy, Chieulles, Malroy, Metz, Saint-Julien-lès-Metz és Woippy községekkel határos.

## Népesség
A település népességének változása:
| Lakosok száma | 505  | 691  | 735  | 828  | 868  | 867  | 924  | 1011 | 1034 | 1058 |
|               | 1968 | 1982 | 1990 | 2006 | 2013 | 2015 | 2017 | 2019 | 2020 | 2022 |